# 베드포드 사건
《베드포드 사건》(The Bedford Incident)은 미국에서 제작된 제임스 B. 해리스 감독의 1965년 스릴러, 드라마, 전쟁 영화이다. 마크 라스코비치(Mark Rascovich)의 1963년 책에 기반을 둔다. 리차드 위드마크 등이 주연으로 출연하였다.

## 출연

### 주연
- 리차드 위드마크
- 시드니 포이티어

### 조연
- 제임스 매카서
- 마틴 발삼
- 월리 콕스
- 에릭 포트먼

## 기타
- 미술: 아서 로슨